# Cantó de Sent Amanç
El cantó de Sent Amanç és un cantó francès del departament de l'Avairon, situat al districte de Rodés. Té sis municipis i el cap cantonal és Sent Amanç.

## Municipis
- Camporiès
- Florentinh
- Uparlac
- Montasic
- Sent Amanç
- Sent Aforians

## Història
| Data d'elecció                           | Identitat      | Partit | Qualitat |
| ---------------------------------------- | -------------- | ------ | -------- |
| 1931-1967                                | Adrien Viguier |        |          |
| 1985-1998                                | Victor Gauzit  | UDF    |          |
| 1998-2004                                | René Delmas    | UDF    |          |
| 2004-                                    | René Lavastrou | UMP    |          |
| les dades anteriors no són pas conegudes |                |        |          |
|                                          |                |        |          |

## Demografia
| 1962  | 1968  | 1975  | 1982  | 1990  | 1999  | 2006  |
| ----- | ----- | ----- | ----- | ----- | ----- | ----- |
| 2.631 | 3.049 | 2.795 | 2.858 | 2.436 | 2.242 | 2.228 |